# Creolestes
Creolestes is een vliegengeslacht uit de familie van de roofvliegen (Asilidae).

## Soorten
- C. cinereum (Bigot, 1878)
- C. keiseri (Carrera & Papavero, 1965)
- C. nigribarbis (Philippi, 1865)
- C. parvum (Bigot, 1878)
- C. rubricornis (Philippi, 1865)
- C. rufescens (Philippi, 1865)